# Emegelji Coronae
Le Emegelji Coronae sono una struttura geologica della superficie di Venere.